# Brian Moehler
Brian Merritt Moehler (né le 31 décembre 1971 à Rockingham, Caroline du Nord, États-Unis) est un ancien lanceur droitier de baseball.
Il évolue dans la Ligue majeure de baseball de 1996 à 2003 et de 2004 à 2010.

## Biographie
Étudiant à l'université de Caroline du Nord à Greensboro, Brian Moehler est repêché le 3 juin 1993 par les Tigers de Détroit. 
Il débute en Ligue majeure le 22 septembre 1996.
Transféré le 23 juillet 2002 aux Reds de Cincinnati, il y achève la saison 2002 avant de devenir agent libre. Il s'engage alors avec les Astros de Houston le 20 janvier 2003. 
Mohler rejoint les Braves d'Atlanta pour la saison 2004, mais il se contente d'évoluer en Triple-A au sein de l'organisation des Braves.
Il retrouve les terrains de Ligue majeure en 2005 sous les couleurs des Marlins de la Floride puis rejoint les Astros de Houston le 27 janvier 2007.